# Magherahoney
Magherahoney (en irlandés: Machaire an Chonnaidh) es una aldea del distrito de Causeway Coast y Glens del condado de Antrim de Irlanda del Norte.

## Geografía
Magherahoney se encuentra ubicada al norte la isla de Irlanda, cerca de la costa del océano Atlántico.

## Demografía
En 2011 tenía una población de 77 habitantes.